# Trirhithrum meladiscum
Trirhithrum meladiscum är en tvåvingeart som beskrevs av Munro 1938. Trirhithrum meladiscum ingår i släktet Trirhithrum och familjen borrflugor. Inga underarter finns listade i Catalogue of Life.